# Unappreciated
Unappreciated è il primo album in studio del girl group R&B-soul statunitense Cherish, pubblicato nel 2006.

## Tracce
1. That Boi – 4:22
2. Do It to It (feat. Sean P) – 3:46
3. Chevy – 3:25
4. Unappreciated – 3:55
5. Taken – 3:15
6. Stop Calling Me – 3:32
7. Oooh – 4:16
8. Chick Like Me (feat. Rasheeda) – 3:38
9. Whenever – 4:02
10. Show and Tell – 4:28
11. Fool 4 You – 4:17
12. Moment in Time – 3:05

iTunes bonus track
1. He Said, She Said (featuring Nephu) - 3:34

## Classifiche
| Classifica (2006) | Posizione raggiunta |
| ----------------- | ------------------- |
| Stati Uniti       | 4                   |